# Роберт Макартур
Роберт Хелмер Макартур (7. април 1930 – 1. новембар 1972) био је амерички еколог рођен у Канади, који је извршио велики утицај на многе области екологије заједнице и становништва.

## Детињство, младост и образовање
Макартур је рођен у Торонту, Онтарио, а касније се преселио у Марлборо, Вермонт, јер је његов отац, Џон Вуд Макартур, са Универзитета у Торонту прешао на колеџ Марлборо. Макартур је дипломирао математику на колеџу Марлборо, а затим 1953. магистрирао на Универзитету Бровн. Докторирао је на Универзитету Јејл 1957. године. Његова теза је била о подели еколошких ниша међу пет врста чичака у четинарским шумама Мејне и Вермонта. Од 1957. до 1958. године Макартур је радио као постдокторанд са Дејвидом Леком.

## Каријера
Макартур је био професор на Универзитету у Пенсилванији од 1958. до 1965, и професор биологије на Универзитету Принстон од 1965. до 1972. године. Играо је важну улогу у развоју нишне поделе и заједно са Е.О. Вилсоном написао је књигу „Теорија острвске биогеографије“ (1967). Ово дело је променило област биогеографије, покренуло екологију заједнице и довело до развоја модерне пејзажне екологије. Његов нагласак на тестирању хипотеза помогао је промени екологије из примарно описног поља у експериментално поље и покренуо развој теоријске екологије.
На Принстону је био главни уредник серије Монографије у популационој биологији и помогао је да се оснује часопис Теоријска биологија становништва. Написао је и књигу Географска екологија: обрасци дистрибуције врста (1972). За Националну академију наука изабран је 1969. године. Роберт Макартур је умро  од рака бубрега 1972. године.